# 진보 조씨
진보 조씨(眞寶趙氏)는 경상북도 청송군 진보면을 본관으로 하는 한국의 성씨이다.

## 역사
시조 조용(趙庸)은 고려에서 문과에 장원급제하고 정헌대부, 예의판서, 좌찬성 겸 수전대제학 등을 지내다
고려가 망하고 조선이 건국되자 은거 생활을 선택했다. 조선의 조정에서는 그의 절의를 가상히 여겨 진보군에 봉했으며,
그의 사후에는 예문관대제학을 증직했다.

## 참고 자료
- “진보조씨(眞寶趙氏)”. 뿌리를 찾아서.[깨진 링크(과거 내용 찾기)]